# Suite francesa (película)
Suite française (en español, Suite francesa o Un amor prohibido) es una coproducción británica-francesa-canadiense-belga-estadounidense del año 2014, dirigida por Saul Dibb, basada en Dolce, parte de la serie de novelas del mismo título, escritas por Irène Némirovsky, autora ucraniana-judía que vivió en Francia. La película describe los días que la población francesa vivió durante la invasión nazi en 1940, durante la Segunda Guerra Mundial. Toma su título de la obra musical que escribe e interpreta uno de los personajes.

## Reparto
- Michelle Williams - Lucile Angellier
- Kristin Scott Thomas - Madame Angellier
- Margot Robbie - Celine Joseph
- Eric Godon - Monsieur Joseph
- Deborah Findlay - Madame Joseph
- Ruth Wilson - Madeleine Labarie
- Sam Riley - Benoit Labarie
- Vincent Doms - sacerdote joven
- Simon Dutton - Maurice Michaud
- Diana Kent - Madame Michaud
- Themis Pauwels - Anna
- Alexandra Maria Lara - Leah
- Nicolas Chagrin - padre Bracelet
- Clare Holman - Marthe
- Bernice Stegers - Madame Perrin
- Lambert Wilson - vizconde de Montmort
- Harriet Walter - vizcondesa de Montmort
- Paul Ritter - Monsieur Dubois
- Tom Schilling - teniente Kurt Bonnet
- Heino Ferch - mayor
- Niclas Rohrwacher - Jerome (asistente de Bruno)
- Matthias Schoenaerts - teniente Bruno von Falk
- Luan Gummich - Florian
- Martin Swabey - Gustav
- Tara Casey - Madame Goulot
- Moritz Heidelbach - soldado subalterno
- Mellanie Hubert - Kayla
- Irina Aleksandrova - refugiada (no aparece en los créditos)
- Eileen Atkins - Denise Epstein (no aparece en los créditos)
- Dominik Engel - Willy (no aparece en los créditos)
- Juliet Howland - Madame Pericands (no aparece en los créditos)
- Arnaud Peiffer - soldado subalterno - silueta (no aparece en los créditos)
- François Zachary - soldado subalterno (no aparece en los créditos)

## Localizaciones
La película se filmó en: Marville, Meuse, Lorraine, Francia; en Hainaut, Bélgica; en Virton, Luxembourg, Bélgica, y en Brabant Wallon, Bélgica.

## Filmación
La película se filmó entre el 24 de junio y el 27 de agosto del 2013.

## Fechas de producción
La cinta se produjo entre el 18 de febrero y el 22 de diciembre del 2013.

## Ligas externas
- Página sobre la película en IMDb.com (Consultado miércoles, 6 de abril del 2022.)

- Datos: Q13722122